# چانیرا باجراچاریا

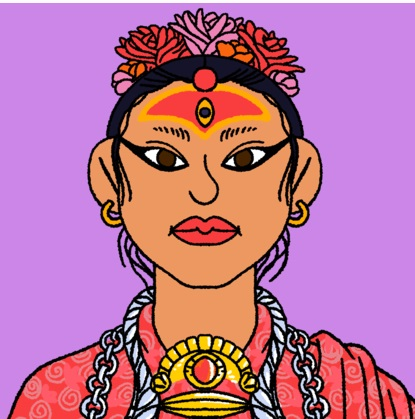
چانی ا باجراچاریا

چانیرا باجراچاریا (زاده ۱۹۹۵ در نپال) کوماری یا الهه زنده سابق در شهر پاتان نپال است. او در سال ۲۰۰۱ به عنوان الهه انتخاب شده و در سن پنج سالگی بر مسند نشانده شد. همان‌طور که رسم کوماری‌ها است سلطنت او با اولین پریودش در سن ۱۵ سالگی به پایان رسید؛ و سامیتا باجراچاریا به جای او انتخاب شد.
چانیرا خواهرزاده دهانا کوماری باجراچاریا است که طولانی‌ترین دوره کوماری را داشت و به مدت سه دهه در پاتان حکومت کرد.
باجراچاریا انگلیسی را که در دوره حکومتش به عنوان کوماری یادگرفته است روان صحبت می‌کند، و در حال حاضر دانشجوی تجارت است.